# Collision in Korea
Collision In Korea est un spectacle de lutte professionnelle (catch) coproduit par la World Championship Wrestling et la New Japan Pro Wrestling qui a eu lieu le 28 et le 29 avril 1995 dans le Stade du Premier-Mai de Pyongyang en Corée du Nord. Ce spectacle est notamment connu pour avoir le record d'affluence à un spectacle de catch. En effet, selon les organisateurs 190 000 spectateurs étaient présents dans le Stade du Premier-Mai le 29 avril. La World Championship Wrestling diffuse aux États-Unis une partie des matchs organisés (principalement ceux opposant ses catcheurs) en août 1996.

## Production
Antonio Inoki est à l'origine de ce spectacle car il souhaitait affronter le boxeur américain George Foreman qui venait de remporter le titre de Champion du monde poids lourds WBA et IBF en Corée du Nord. Foreman a refusé par la suite le combat et Ric Flair a été choisi pour être l'adversaire d'Inoki dans le match principal de ce spectacle. En plus de Flair d'autres catcheurs de la World Championship Wrestling sont du voyage (Dean Malenko, Chris Benoit ...) ainsi que Mohamed Ali.
En plus de cela ce spectacle établit le record de la plus forte affluence à un spectacle de catch le 29 avril où environ 190 000 personnes assistent à la deuxième journée

## Déroulement
Le spectacle commence avec la présentation des commentateurs qui vont officier, il s'agit d'Eric Bischoff, Mike Tenay et Sonny Onoo.
Le premier match diffusé aux États-Unis oppose 2 Cold Scorpio à Wild Pegasus. Les deux hommes tentent à plusieurs reprises le tombé mais l'arbitre ne compte que jusqu'à deux. Au cours d'une de ses tentatives, Scorpio effectue un moonsault. Après un peu plus de six minutes de combat, Scorpio tente un Tombstone Piledriver que Wild Pegasus contre et lui porte un coup de boule plongeant pour gagner le match par tombé.

## Tableau des matchs
| #                                                                | Match                                                                            | Stipulation                                        | Durée |
| ---------------------------------------------------------------- | -------------------------------------------------------------------------------- | -------------------------------------------------- | ----- |
| 1                                                                | Yūji Nagata bat Tokimitsu Ishizawa                                               | Match simple                                       | 4:28  |
| 2                                                                | Akira Hokuto et Bull Nakano battent Manami Toyota et Mariko Yoshida (en)         | Match par équipe féminin                           | 8:34  |
| 3                                                                | Hiroshi Hase bat Wild Pegasus                                                    | Match simple                                       | 10:10 |
| 4                                                                | Ookami Gundan (Hiro Saito (en) et Masa Chōno) battent El Samurai et Tadao Yasuda | Match par équipe                                   | 8:06  |
| 5                                                                | 2 Cold Scorpio bat Shinjirō Ōtani                                                | Match simple                                       | 2:37  |
| 6                                                                | Kensuke Sasaki bat Masa Saito                                                    | Match simple                                       | 8:34  |
| 7                                                                | Shinya Hashimoto (c) contre Scott Norton se termine en Time Limit Draw           | Match simple pour le championnat poids-lourds IWGP | 20:00 |
| (c) désigne le(s) champion(s) défendant son titre dans le match. |                                                                                  |                                                    |       |

| #                                                                | Match                                                                                         | Stipulation                                                                | Durée |
| ---------------------------------------------------------------- | --------------------------------------------------------------------------------------------- | -------------------------------------------------------------------------- | ----- |
| 1                                                                | Hiro Saito (en) bat Yūji Nagata                                                               | Match simple                                                               | 5:29  |
| 2                                                                | Black Cat (en) bat El Samurai                                                                 | Match simple                                                               | 4:56  |
| 3                                                                | Wild Pegasus bat 2 Cold Scorpio                                                               | Match simple                                                               | 6:22  |
| 4                                                                | Masa Chono et Scott Norton battent Akira Nogami et Takayuki Iizuka (en)                       | Match en équipe                                                            | 8:40  |
| 5                                                                | Road Warrior Hawk bat Tadao Yasuda                                                            | Match simple                                                               | 2:21  |
| 6                                                                | The Steiner Brothers (Scott Steiner et Rick Steiner) battent Hiro Hase (en) et Kensuke Sasaki | Match en équipe                                                            | 11:51 |
| 7                                                                | Akira Hokuto (c) bat Bull Nakano                                                              | Match simple pour le championnat féminin du Consejo Mundial de Lucha Libre | 8:04  |
| 8                                                                | Antonio Inoki bat Ric Flair                                                                   | Match simple                                                               | 14:52 |
| (c) désigne le(s) champion(s) défendant son titre dans le match. |                                                                                               |                                                                            |       |